# كينغ لونغ
كينغ لونغ (بالإنجليزية: Kıng Long)، هي شركة صينية لصناعة الحافلات، تأسست سنة 1988، وتقع مقرها في مدينة شيامن الصينية.